# جيف دويل
جيف دويل (بالإنجليزية: Jeff Doyle)‏ هو لاعب كرة قاعدة أمريكي، ولد في 2 أكتوبر 1956 في مونتانا في الولايات المتحدة.

## وصلات خارجية
- جيف دويل على موقع الدوري الياباني لكرة القاعدة (الإنجليزية)
- جيف دويل على موقعبيزبول رفرنس.كوم (الدوري الرئيسي) (الإنجليزية)
- جيف دويل على موقعبيزبول رفرنس.كوم (الدوري الثانوي) (الإنجليزية)
- جيف دويل على موقع مشجعي الرسوم البيانية (الإنجليزية)